# Ayaköz Qalasy
Ayaköz Qalasy är ett distrikt i Kazakstan.   Det ligger i oblystet Östkazakstan, i den östra delen av landet, 800 km sydost om huvudstaden Astana.